# Harmsdorf (Lauenburg)
Harmsdorf ist eine Gemeinde im Kreis Herzogtum Lauenburg in Schleswig-Holstein unmittelbar westlich von Ratzeburg.

## Geschichte
Harmsdorf wurde im Jahr 1230 zum ersten Mal erwähnt. Bis zum Groß-Hamburg-Gesetz 1937 war Harmsdorf eine Exklave der Hansestadt Lübeck.

## Politik

### Gemeindevertretung
Bei der Kommunalwahl 2023 errang die Wählergemeinschaft I erneut alle neun Sitze in der Gemeindevertretung. Die Wahlbeteiligung betrug 72,4 Prozent.

### Wappen
Blasonierung: „Von Silber und Rot durch einen blau-silbernen Wellenbalken geteilt. Oben ein schwarzer Pflug, unten zwei goldene Lindenblätter.“

## Verkehr
Harmsdorf liegt an der Bundesstraße 208, die zwischen Harmsdorf und Ratzeburg die Bundesstraße 207 kreuzt. Das Harmsdorfer Kreuz wurde 2005/06 mit großem Aufwand ausgebaut.